# Ostreenkalk-Formation
- Humph.-Fm. = Humphriesioolith-Formation
- L.Bk-Fm = Liegende Bankkalk-Formation
- H.Bk-Fm = Hangende Bankkalk-Formation
- Zm-Fm = Zementmergel-Formation
- S.-Fm = Solnhofen-Formation
- Rö.-Fm = Rögling-Formation
- U.-Fm = Usseltal-Formation
- Mö.-Fm = Mörnshein-Formation
- N.-Fm = Neuburg-Formation
- R.-Fm = Rennertshofen-Formation

Die Ostreenkalk-Formation ist eine lithostratigraphische (die Gesteinsschichten betreffende) Formation des Süddeutschen Jura. Sie wird von der Wedelsandstein-Formation unterlagert, und regional unterschiedlich von der Hauptrogenstein-Formation oder Hamitenton-Formation überlagert. Sie verzahnt sich regional mit der Humphriesioolith-Formation oder der Sengenthal-Formation und erreicht eine Mächtigkeit bis etwa 20 m. Sie wird in das höhere Unterbajocium datiert.

## Geschichte
Der Begriff Ostreenkalk wurde bereits von F. A. Quenstedt 1856–57 benutzt und seiner stratigraphischen Einheit Braunjura delta gleichgesetzt. Er ist nach den in manchen Bänken massenhaft vorkommenden austernähnlichen „Ostreen“ benannt (heute Lopha marshi, Ctenostreon pectiniformis und Ctenostreon proboscideum). Eine Typlokalität, wie sie eigentlich zur Definition einer lithostratigraphischen Einheit verlangt wird, ist bisher noch nicht festgelegt worden.

## Definition und Verbreitungsgebiet
Die Ostreenkalk-Formation besteht aus einer Wechsellagerung von Schillkalken und Mergeln. Die Mächtigkeit variiert im Gebiet der Schwäbischen Alb zwischen 25 und 40 m. Die Untergrenze bildet die Basis des sog. Giganteus-Tons. Die Obergrenze (und damit die Grenze zur Hamitenton-Formation) wird durch die Oberkante des „Subfurcatenoolith“ gebildet, der aber nicht überall ausgebildet ist. Die Obergrenze der Ostreenkalk-Formation ist diachron, d. h. hat ein unterschiedliches Alter. Die Schlüsselabkürzung des Landesamtes für Geologie, Rohstoffe und Bergbau (Baden-Württemberg) für die Ostreenkalk-Formation in geologischen Karten ist bj2.

## Zeitlicher Umfang und Untergliederung
Die Sedimente der Ostreenkalk-Formation wurden während des höheren Unterbajocium abgelagert. Die Ostreenkalk-Formation umfasst maximal die Ammonitenzonen der Stephanoceras humphresianum und des Strenoceras niortense. Die Formation ist auf der Schwäbischen Alb weitverbreitet. Sie verzahnt sich auf der südlichen Westalb, dem Kraichgau und dem Oberrheingraben  mit der Humphriesioolith-Formation. In der Aalener Gegend geht sie in die Sengenthal-Formation über. Die Obergrenze ist stark diachron, das heißt, hat ein unterschiedliches Alter. Der Bereich des Subfurcatenooliths wird wahrscheinlich als eigene Subformation ausgeschieden.

## Untergliederung
Die Ostreenkalk-Formation enthält an der Basis den sog. Giganteuston, der seinen Namen von der Belemniten-Art Belemnites giganteus (heute Megateuthis suevica (Klein, 1773)) bekommen hat.

## Fossilführung
In der Ostreenkalk-Formation kommen an Makrofossilien hauptsächlich Ammoniten, Belemniten und Muscheln vor. Recht häufig sind auch Serpuliden, die die Muscheln überkrusten.